# Anatrophon sarmentosus
Anatrophon sarmentosus is een slakkensoort uit de familie van de Muricidae. De wetenschappelijke naam van de soort is voor het eerst geldig gepubliceerd in 1908 door Hedley & May.